# Campeonato Asiático de Futebol Sub-19
O Campeonato Asiático Sub-19 é o principal torneio internacional de futebol para jogadores com idade até 19 anos.É organizado pela Confederação Asiática de Futebol (CAF)
O torneio é jogado a cada 2 anos e promove quatro seleções para a disputa do Campeonato Mundial de Futebol Sub-20.

## Formato
O campeonato é disputado por 16 seleções em 4 grupos de 4 equipes as duas melhores colocadas de cada grupo se classifica para a próxima fase as quatro seleções que chegar na semifinal se classifica para a Copa do Mundo de Futebol Sub-20.

## Resultados
| 1959 Detalhes   | Malásia                  | Coreia do Sul          | 2               | Malásia         |
| 1960 Detalhes   | Malásia                  | Coreia do Sul          | 4–0             | Malásia         |
| 1961 ''Detalhes | Tailândia                | Indonésia Myanmar      | 0–0 1           |                 |
| 1962 Detalhes   | Tailândia                | Tailândia              | 2–1             | Coreia do Sul   |
| 1963 Detalhes   | Malásia                  | Coreia do Sul Myanmar  | 2–2 1           |                 |
| 1964 Detalhes   | Vietnã do Sul            | Myanmar Israel         | 0–0 1           |                 |
| 1965 Detalhes   | Japão                    | Israel                 | 5–0             | Myanmar         |
| 1966 Detalhes   | Filipinas                | Israel Myanmar         | 1–1 1           |                 |
| 1967 Detalhes   | Tailândia                | Israel                 | 3–0             | Indonésia       |
| 1968 Detalhes   | Coreia do Sul            | Myanmar                | 4–0             | Malásia         |
| 1969 Detalhes   | Tailândia                | Myanmar Tailândia      | 2–2 1           |                 |
| 1970 Detalhes   | Filipinas                | Myanmar                | 3–0             | Indonésia       |
| 1971 Detalhes   | Japão                    | Israel                 | 1–0             | Coreia do Sul   |
| 1972 Detalhes   | Tailândia                | Israel                 | 1–0             | Coreia do Sul   |
| 1973 Detalhes   | · Irã                    | Irã                    | 2–0             | Japão           |
| 1974 Detalhes   | Tailândia                | Índia Irã              | 2–2 1           |                 |
| 1975 Detalhes   | · Kuwait                 | Iraque Irã             | 0–0 1           |                 |
| 1976 Detalhes   | Tailândia                | Irã Coreia do Norte    | 0–0 1           |                 |
| 1977 Detalhes   | · Irã                    | Iraque                 | 4–3             | Irã             |
| 1978 Detalhes   | · Bangladesh             | Iraque Coreia do Sul   | 1–1 1           |                 |
| 1980 Detalhes   | Tailândia                | Coreia do Sul          | 2               | Catar           |
| 1982 Detalhes   | Tailândia                | Coreia do Sul          | 2               | China           |
| 1985 Detalhes   | · Emirados Árabes Unidos | China                  | 2               | Arábia Saudita  |
| 1986 Detalhes   | · Arábia Saudita         | Arábia Saudita         | 2–0             | Bahrein         |
| 1988 Detalhes   | · Catar                  | Iraque                 | 1–1 (5 – 4 pen) | Síria           |
| 1990 Detalhes   | · Indonesia              | Coreia do Sul          | 0–0 (4 – 3 pen) | Coreia do Norte |
| 1992 Detalhes   | · Emirados Árabes Unidos | Arábia Saudita         | 2–0             | Coreia do Sul   |
| 1994 Detalhes   | · Indonesia              | Síria                  | 2–1             | Japão           |
| 1996 Detalhes   | Coreia do Sul            | Coreia do Sul          | 3–0             | China           |
| 1998 Detalhes   | Tailândia                | Coreia do Sul          | 2–1             | Japão           |
| 2000 Detalhes   | · Irã                    | Iraque                 | 2–1             | Japão           |
| 2002 Detalhes   | · Catar                  | Coreia do Sul          | 1–0             | Japão           |
| 2004 Detalhes   | Malásia                  | Coreia do Sul          | 2–0             | China           |
| 2006 Detalhes   | · India                  | Coreia do Norte        | 1–1 (5 – 3 pen) | Japão           |
| 2008 Detalhes   | · Arábia Saudita         | Emirados Árabes Unidos | 2–1             | Uzbequistão     |
| 2010 Detalhes   | · China                  | Coreia do Norte        | 3–2             | Austrália       |
| 2012 Detalhes   | · Emirados Árabes Unidos | Coreia do Sul          | 1–1 (4 – 1 pen) | Iraque          |
| 2014 Detalhes   | · Myanmar                | Catar                  | 1–0             | Coreia do Norte |
| 2016 Detalhes   | · Bahrein                | Japão                  | 0–0 (5 – 3 pen) | Arábia Saudita  |
| 2018 Detalhes   | · Indonesia              | Arábia Saudita         | 2–1             | Coreia do Sul   |
| 2023 Detalhes   | Uzbequistão              | Uzbequistão            | 1–0             | Iraque          |
| 2025 Detalhes   | · China                  | Austrália              | 1–1 (5 – 4 pen) | Arábia Saudita  |

Notes

## Títulos por país
| Time                   | Campeão                                                                      | Vice-Campeonatos                       |
| ---------------------- | ---------------------------------------------------------------------------- | -------------------------------------- |
| Coreia do Sul          | 12 (1959, 1960, 1963, 1978, 1980, 1982, 1990, 1996*, 1998, 2002, 2004, 2012) | 5 (1962, 1971, 1972, 1992, 2018)       |
| Myanmar                | 7 (1961, 1963, 1964, 1966, 1968, 1969, 1970)                                 | 1 (1965)                               |
| Israel                 | 6 (1964, 1965, 1966, 1967, 1971, 1972)                                       | –                                      |
| Iraque                 | 5 (1975, 1977, 1978, 1988, 2000)                                             | 2 (2012, 2023)                         |
| Irã                    | 4 (1973*, 1974, 1975, 1976)                                                  | 1 (1977*)                              |
| Coreia do Norte        | 3 (1976, 2006, 2010)                                                         | 2 (1990, 2014)                         |
| Arábia Saudita         | 3 (1986*, 1992, 2018)                                                        | 3 (1985, 2016, 2025)                   |
| Tailândia              | 2 (1962*, 1969*)                                                             | –                                      |
| Japão                  | 1 (2016)                                                                     | 6 (1973, 1994, 1998, 2000, 2002, 2006) |
| China                  | 1 (1985)                                                                     | 3 (1982, 1996, 2004)                   |
| Indonésia              | 1 (1961)                                                                     | 2 (1967, 1970)                         |
| Catar                  | 1 (2014)                                                                     | 1 (1980)                               |
| Síria                  | 1 (1994)                                                                     | 1 (1988)                               |
| Emirados Árabes Unidos | 1 (2008)                                                                     | –                                      |
| Índia                  | 1 (1974)                                                                     | –                                      |
| Uzbequistão            | 1 (2023)                                                                     | 1 (2008)                               |
| Austrália              | 1 (2025)                                                                     | 1 (2010)                               |
| Malásia                | –                                                                            | 3 (1959*, 1960*, 1968)                 |
| Bahrein                | –                                                                            | 1 (1986)                               |